# Shanghai Grand
Pour plus de détails, voir Fiche technique et Distribution.
Shanghai Grand (新上海灘, San seung hoi taan) est film hongkongais de Poon Man-kit, sorti en 1996.

## Synopsis
Shanghai Grand est une histoire d'amour entre une jeune fille d'un grand chef mafieux et deux amis. C'est un film qui mélange un peu de Roméo & Juliette et La vendetta de Balzac.

## Fiche technique
- Titre : Shanghai Grand
- Titre original : 	新上海灘 (San seung hoi taan)
- Réalisation : Poon Man-Kit
- Scénario : Matt Chow, Poon Man-kit, Sandy Shaw (en)
- Production : Tsui Hark
- Société de production : Win's Entertainment
- Musique :
- Photographie : Poon Hang-sang
- Montage :
- Pays d'origine : Hong Kong
- Format : Couleurs - 1,85:1
- Genre : Action, historique, film de gangsters, thriller et romance
- Durée : 96 minutes
- Dates de sortie : 1996/Directement en vidéo en France par HK Vidéo
- Box-office : 8e à Hong Kong

## Distribution
- Andy Lau : Ting Lik
- Leslie Cheung : Hui Man-keung
- Ning Jing : Fung Ching-ching
- Jeong Woo-seong : Ryu So-hwang
- Almen Wong Pui-Ha : la femme assassin
- Amanda Lee : Lai-man
- Hsing-kuo Wu : Fung King-yiu
- Shun Lau : l'oncle Lau